# Terror y encajes negros
Terror y encajes negros película de 1985, dirigida por Luis Alcoriza y protagonizada por Maribel Guardia y Gonzalo Vega.

## Argumento
Una cita secreta entre amantes se convierte en una cita con la muerte cuando la recién casada Isabel (Maribel Guardia), vestida sólo en lencería negra, es atemorizada por el psicópata César (Claudio Obregón), que tiene una obsesión con el cabello. El cabello de Isabel atraera al maníaco y la obligara a huir para salvaguardar su vida.

## Reparto
| Actor              | Personaje        |
| ------------------ | ---------------- |
| Maribel Guardia    | Isabel Martínez  |
| Gonzalo Vega       | Giorgio Martínez |
| Claudio Obregón    | César            |
| Jaime Moreno       | Rubén            |
| Claudia Guzmán     | Coquis           |
| Olivia Collins     |                  |
| Gabriela Goldsmith |                  |

## Premios y reconocimientos

### Premio Ariel(1987)
| Categoría                  | Persona         | Resultado |
| -------------------------- | --------------- | --------- |
| Mejor Actriz               | Maribel Guardia | Nominada  |
| Mejor Coactuación Femenina | Claudia Guzmán  | Ganadora  |
| Mejor Música               | Pedro Plasencia | Nominado  |